# Madonna di San Biagio

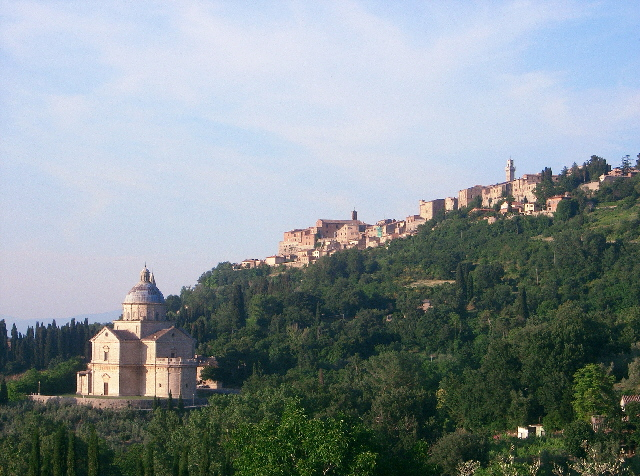
Montepulciano und San Biagio

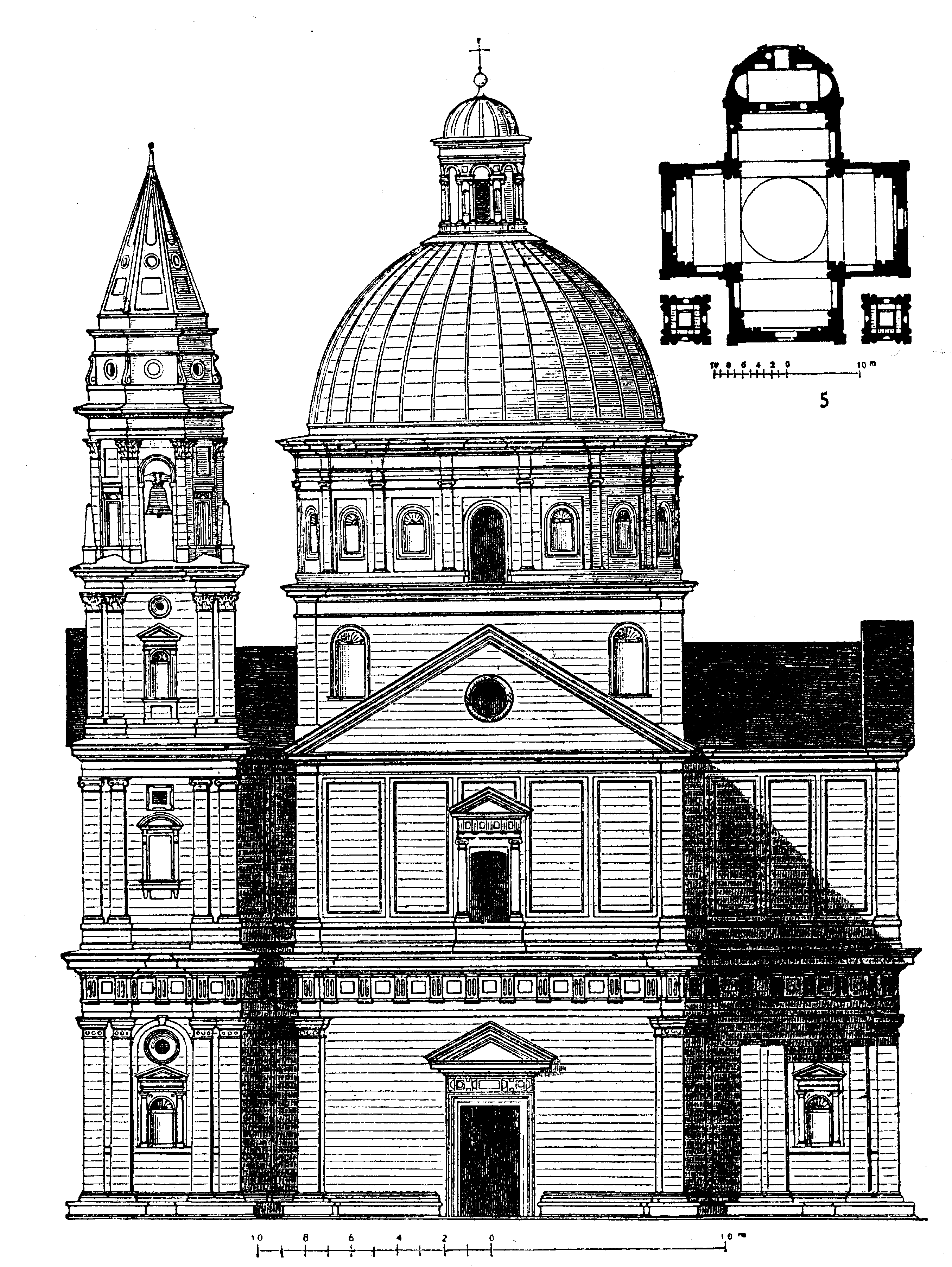
Zeichnung aus dem 19. Jahrhundert

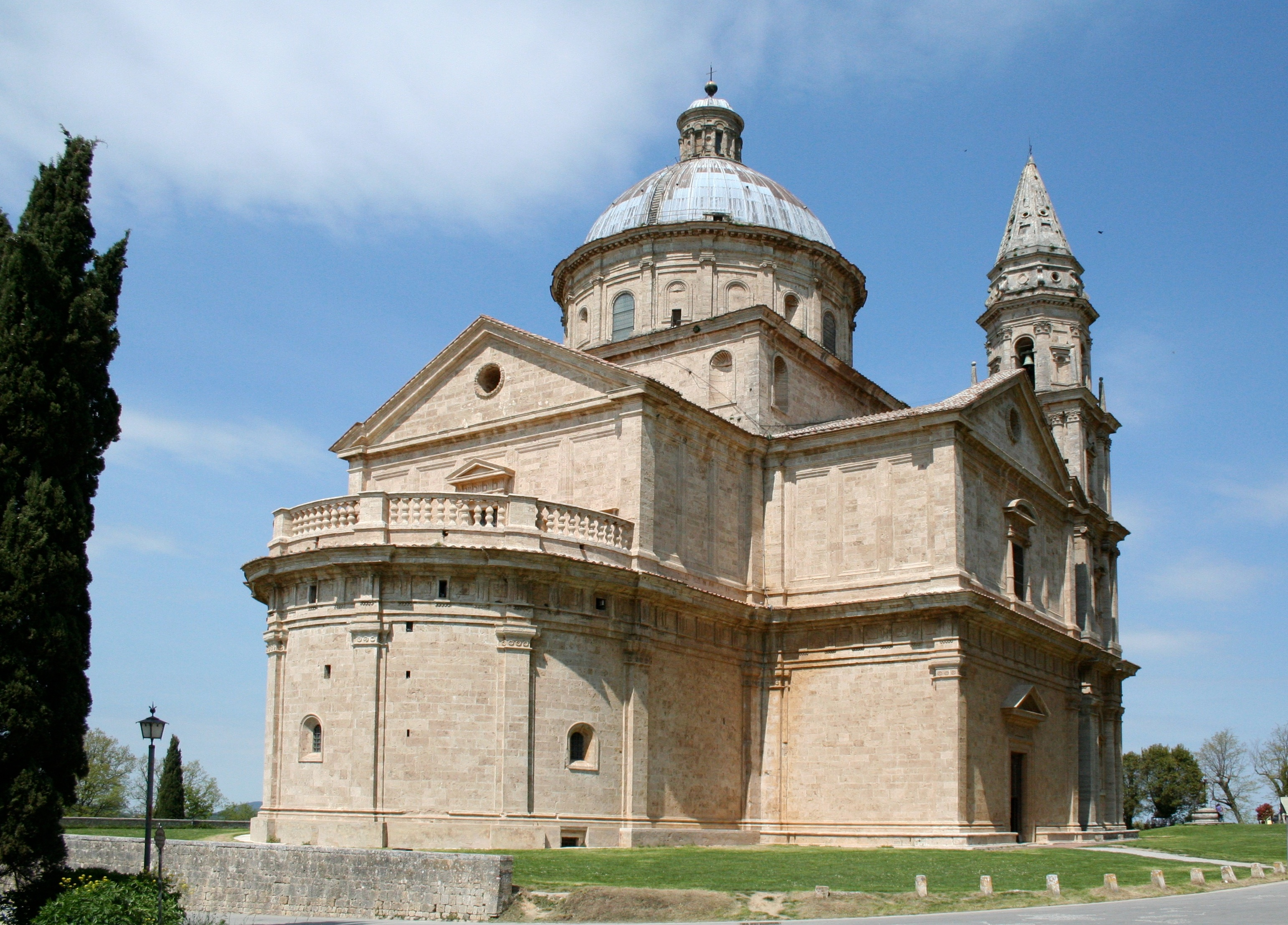
Außenansicht

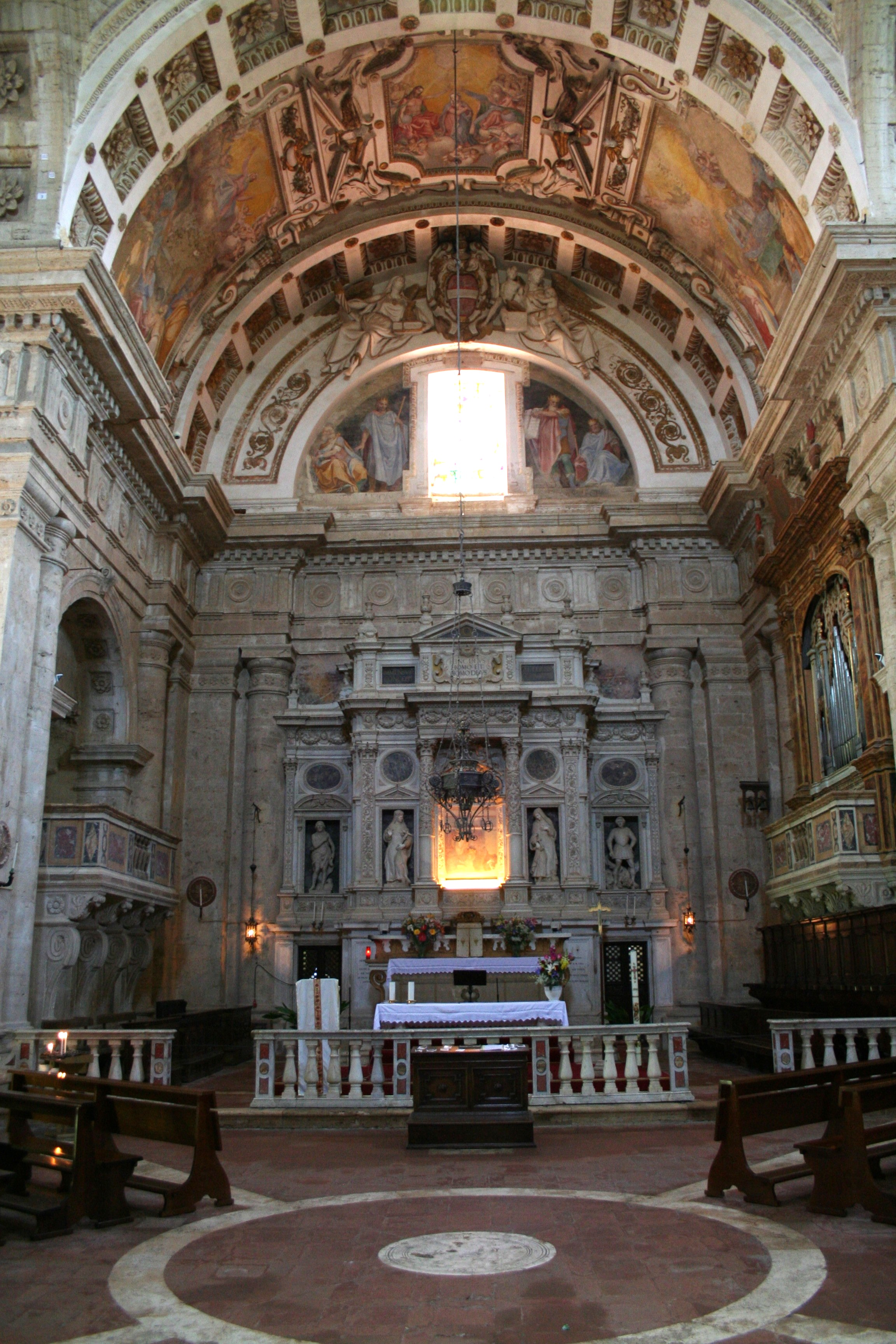
Innenansicht

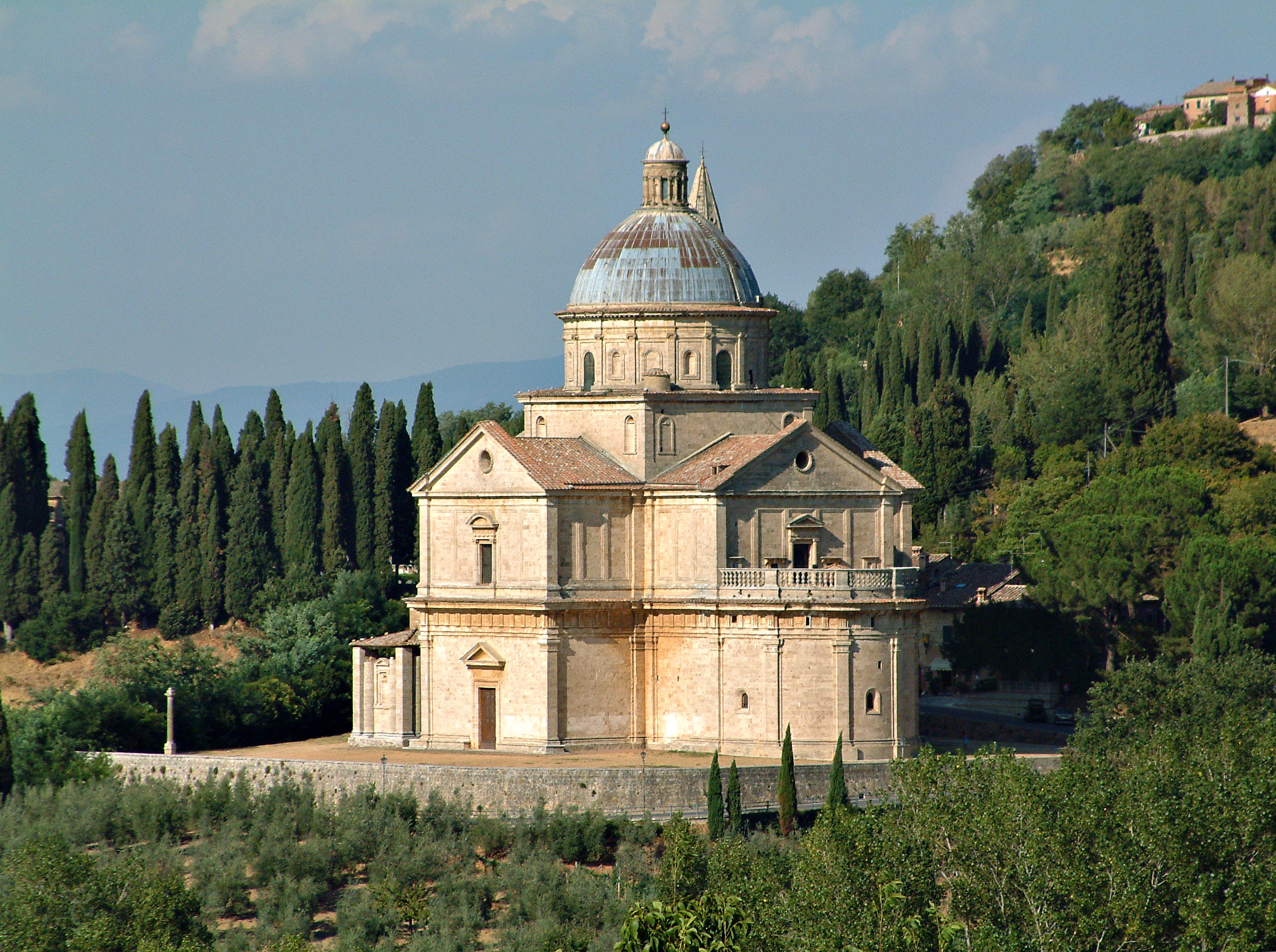
Madonna di San Biagio

Die Kirche Madonna di San Biagio, etwa einen Kilometer südwestlich unterhalb der Stadtbefestigung von Montepulciano gelegen, zählt zu den eindrucksvollsten Zentralbauten der toskanischen Renaissance. Sie liegt auf freiem Feld am Ende einer Zypressenallee und diente als Wallfahrtskirche.

## Baugeschichte
Die dem Heiligen Blasius geweihte Kirche aus Travertin wurde von 1519 bis 1540 nach Entwürfen des Florentiner Architekten Antonio da Sangallo dem Älteren auf den Relikten der mittelalterlichen Pieve di San Biagio errichtet.
Die Anlage der Kirche geht auf Bramantes (nicht ausgeführten) Plan für den Petersdom in Rom (1506) und auf Ideen Giuliano da Sangallos für die Kirche Santa Maria delle Carceri in Prato von 1484 zurück, die in dieser Form ebenfalls nicht realisiert wurden.

## Außenbau
San Biagio ist über dem Grundriss eines griechischen Kreuzes errichtet, wobei die Vierung mit einer Kuppel überspannt ist. Einziger Schmuck im Sockelgeschoss sind dorische Pilaster. Die Eingangsportale sind von massiven Dreiecksgiebeln gekrönt. In dem darüberliegenden Geschoss wiederholen sich diese Elemente in ionischer Ordnung. Darüber befinden sich an allen vier Kreuzarmen Dreiecksgiebel mit jeweils einem schlichten Oculus in der Mitte. Neu für die italienische Renaissance war zu Beginn des 16. Jahrhunderts, dass in dem Geschoss direkt unterhalb der Kuppel, im so genannten Tambour, Pilaster und Nischen alternieren, wie Bramante es für den Petersdom vorgeschlagen hatte; dieses antike Baumotiv wiederholt sich auch im Innenraum.
Zwischen den Kreuzarmen waren entweder vier oder – nach anderen Angaben – nur zwei Türme vorgesehen, von denen jedoch nur der westliche im Norden vollendet, der östliche nur ansatzweise begonnen worden ist. Bei dem vollendeten viergeschossigen Turm wird bei den Pilastern die antike Ordnung – dorisch, ionisch, korinthisch und Komposit – exakt eingehalten. Nur im Süden wurde dem Zentralraum eine Apsis vorgelegt, die als Sakristei diente. Der Baukörper selbst ist auf einfache geometrischen Formen – Quader, Zylinder und Halbkugel – mit antiken Gliederungselementen reduziert. Die Kirche Madonna di San Biagio ist ein gutes Beispiel für einen Zentralbau der Hochrenaissance.

## Innenraum
Die Wände sind lediglich durch flache Pilaster gegliedert. Diese Art der Gliederung und die nach allen Seiten freie Lage der Kirche entspricht dem damaligen Ideal für einen Kirchenbau, wie er innerhalb von Städten meistens nur bei kleineren Bauten verwirklicht werden konnte.
Der wesentliche Unterschied zwischen Außenansicht und Innenraum ist die eindeutige Richtung, die die Kirche durch die vorgezogene Apsis und den alleinstehenden Fassadenturm erhält, während der Innenraum sich als reiner Zentralraum zeigt. Der Innenraum hat einen fast quadratischen Grundriss, der lediglich durch vier kurze Querarme erweitert wird. Die außen hervortretende Apsis ist innen ‚abgeschnürt’, so dass der Eindruck eines einheitlichen Zentralraumes entsteht.
Bei einem Blick in den Kuppelbereich hinein zeigt sich, dass das Tambourgeschoss innen ebenso gegliedert ist wie außen, ein weiteres Indiz für den Bezug der Kirchenarchitektur auf die Dekorationsformen der klassischen antiken Baukunst.
Man kann sich in diesem Innenraum, wie kaum anderswo, einen Eindruck davon machen, wie die antiken römischen Basiliken innen ausgesehen haben. Die Grundstruktur der Kirche als Zentralbau stammt zwar aus Florenz, aber der Innenaufriss ist neu für die damalige Zeit, historisch gesehen aber sehr alt. Die Gebrüder Sangallo haben in Rom die antike Basilika Aemilia genauestens gezeichnet, bevor die in den ersten Jahren des 16. Jhs. abgerissen wurde. „Antonio hat von ihr nicht nur das hervorstechendste Stilmerkmal übernommen, nämlich die Verbindung […] eines Pilasters und einer eingelassenen Säule in allen Ecken, sondern auch den Entwurf der einzelnen Elemente selbst“, d. h. die Rosetten in den Kapitellen, der dorische Fries und die Kreuzblumen in den Gurtbögen. Das Pilaster-Säulen-Paar findet sich auch an allen Geschossen des Glockenturms wieder.
Auf der rechten Sängertribüne steht eine Orgel aus dem Jahre 1781, erbaut von dem Orgelbauer Alamanno Contucci. Das Orgelwerk befindet sich in einem Holzgehäuse, welches aufwändig in Marmor-Optik bemalt ist. Das rein mechanische Instrument hat 16 Register auf einem Manualwerk mit einem Umfang von 47 Tönen mit kurzer erster Oktave, und ein Pedal mit 8 Tönen; das Pedal ist ständig an das Manual angekoppelt; eine neunte Pedaltaste ist mit zwei Pfeifen verbunden, die das Effektregister „Timpano“ erklingen lassen. Die Registerzüge sind in zwei horizontalen Reihe rechts des Manuals angeordnet.
| Obere Registerreihe |    |
| Mosetto (D)         | 8' |
| Principale (D)      | 8' |
| Flauto traverso     | 8' |
| Flauto basso        | 4' |

| Untere Registerreihe       |           |
| Principale I               | 8'        |
| Principale II (D)          | 8'        |
| Ottava                     | 4'        |
| Quintadecima               | 2/3'      |
| Decimanona/Vigesimaseconda | 1/3'-1'   |
| Vigesimasesta/Vigesimanona | 2/3'-1/2' |
| Cornetto III               | 2/3'      |
| Tromba (B)                 | 8'        |
| Voce umana                 | 8'        |
| Flauto in ottava           | 4'        |

| Pedal (permanent) |     |
| Contrabbassi      | 16' |
| Contrabbassi      | 8'  |